# Ryūdai Maeda
Ryūdai Maeda (japanisch 前田 龍大 Maeda Ryūdai; * 20. Mai 2002 in der Präfektur Osaka) ist ein japanischer Fußballspieler.

## Karriere

### Verein
Maeda erlernte das Fußballspielen in den Jugendmannschaften vom Izumishi FC und Cerezo Osaka. Die erste Mannschaft von Cerezo spielte in der ersten Liga, die U23-Mannschaft in der dritten Liga. Als Jugendspieler kam er 31-mal in der dritten Liga zum Einsatz.